# Người tuyết Frosty
Nguoi tuyet Frosty (Frosty the Snowman) là truyền hình đặc biệt thứ Giáng sinh. Câu chuyện kể về Frosty và Karen. Bộ phim được phát hành ở Hoa Kỳ vào ngày 7 tháng 12 năm 1969.

## Nội dung bộ phim
Câu chuyện kể về Frosty và Karen.

## Nhận vật
- Frosty -

Karen

- Karen (tiếng Ba Lan: Karolinka) - Sinh 7 tháng 12, 2001. 8 tươi. Người Ba Lan (từ bố cô ấy) và người Việt (từ mẹ cô ấy) hỗn hợp. Người trợ giúp của Frosty. Cô ấy cũng là một tomboy.

## Lồng tiếng
| Nhân vật  | Lồng tiếng (Tiếng Anh)      | Lồng tiếng (Tiếng Việt) |
| --------- | --------------------------- | ----------------------- |
| Frosty    | Jackie Vernon               |                         |
| Karen     | June Foray Suzanne Davidson |                         |
| Hinkle    | Billy De Wolfe              |                         |
| Narration | Kyle Hebert Dale Kelly      |                         |